# Agelanthus natalitius
Agelanthus natalitius là một loài thực vật có hoa trong họ Loranthaceae. Loài này được (Meisn.) Polhill & Wiens mô tả khoa học đầu tiên năm 1992.

## Hình ảnh

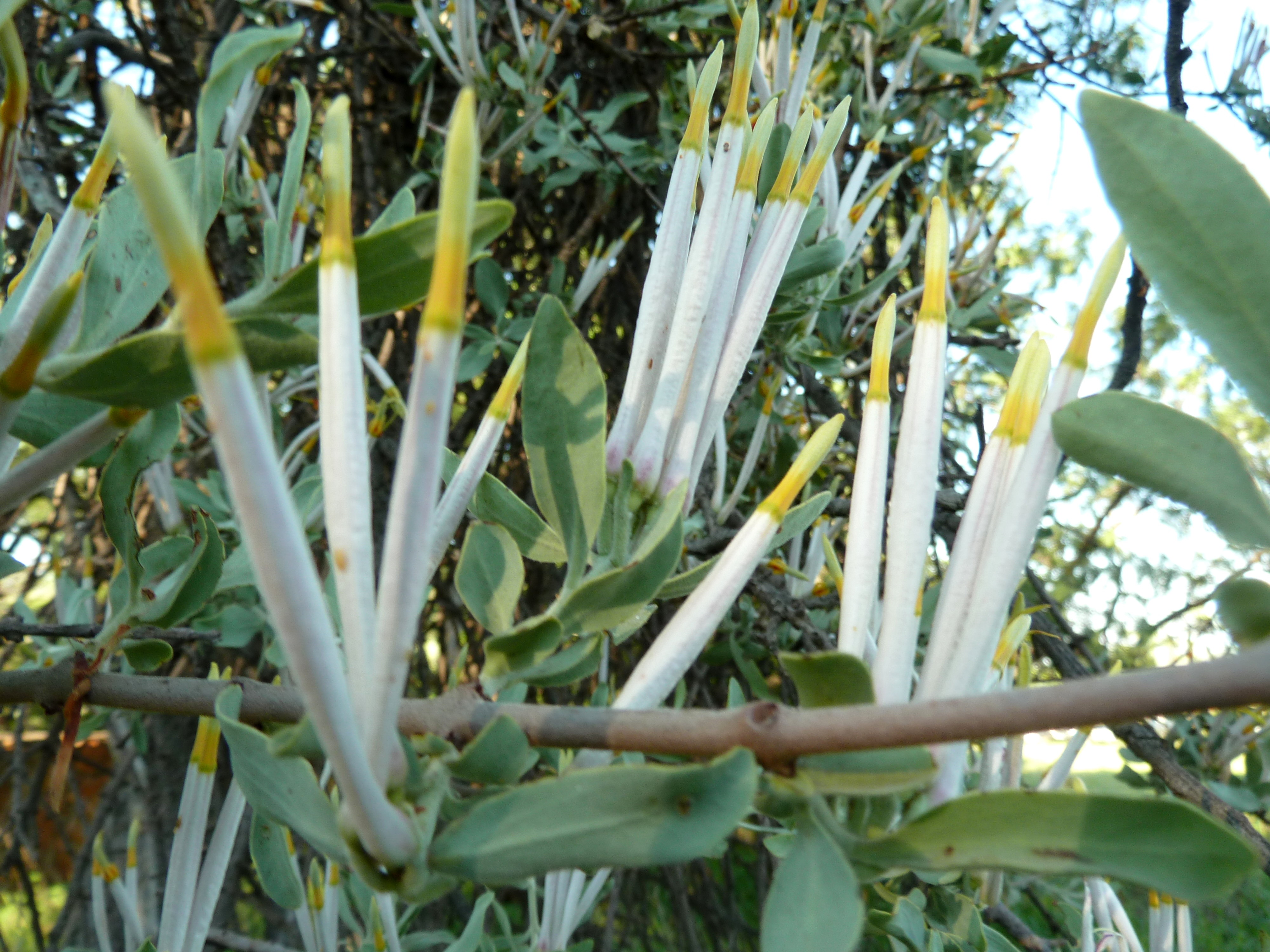
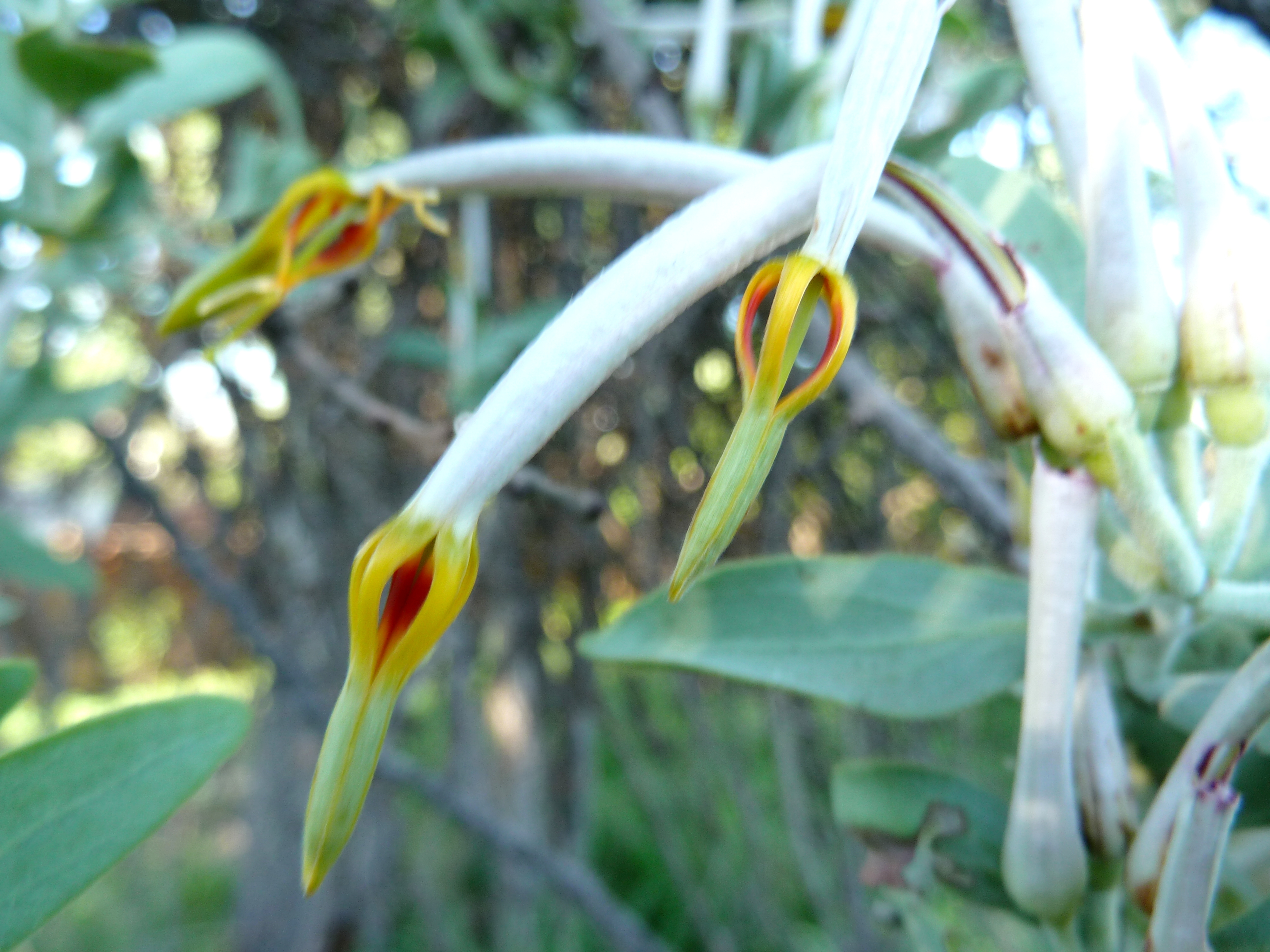
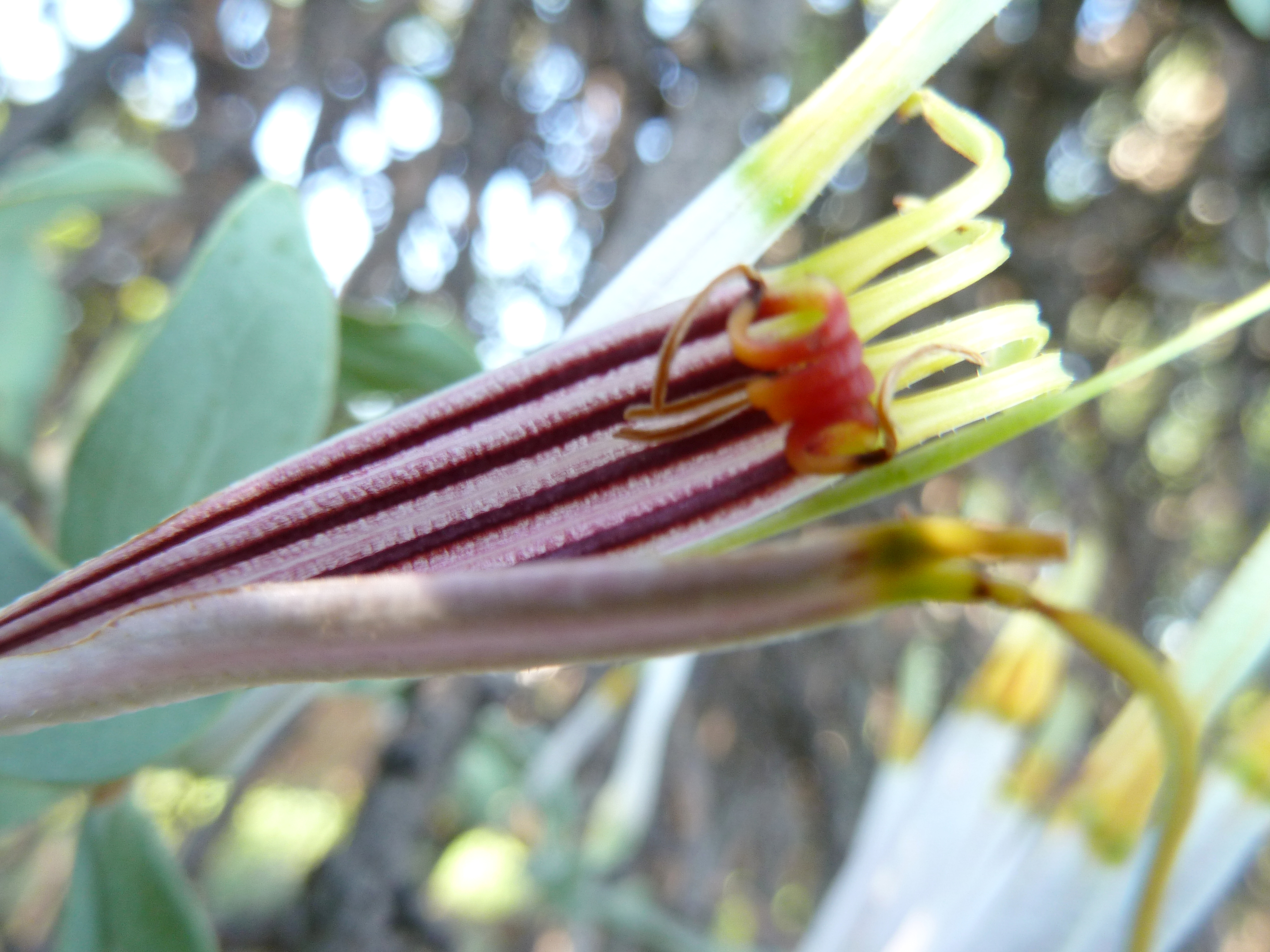
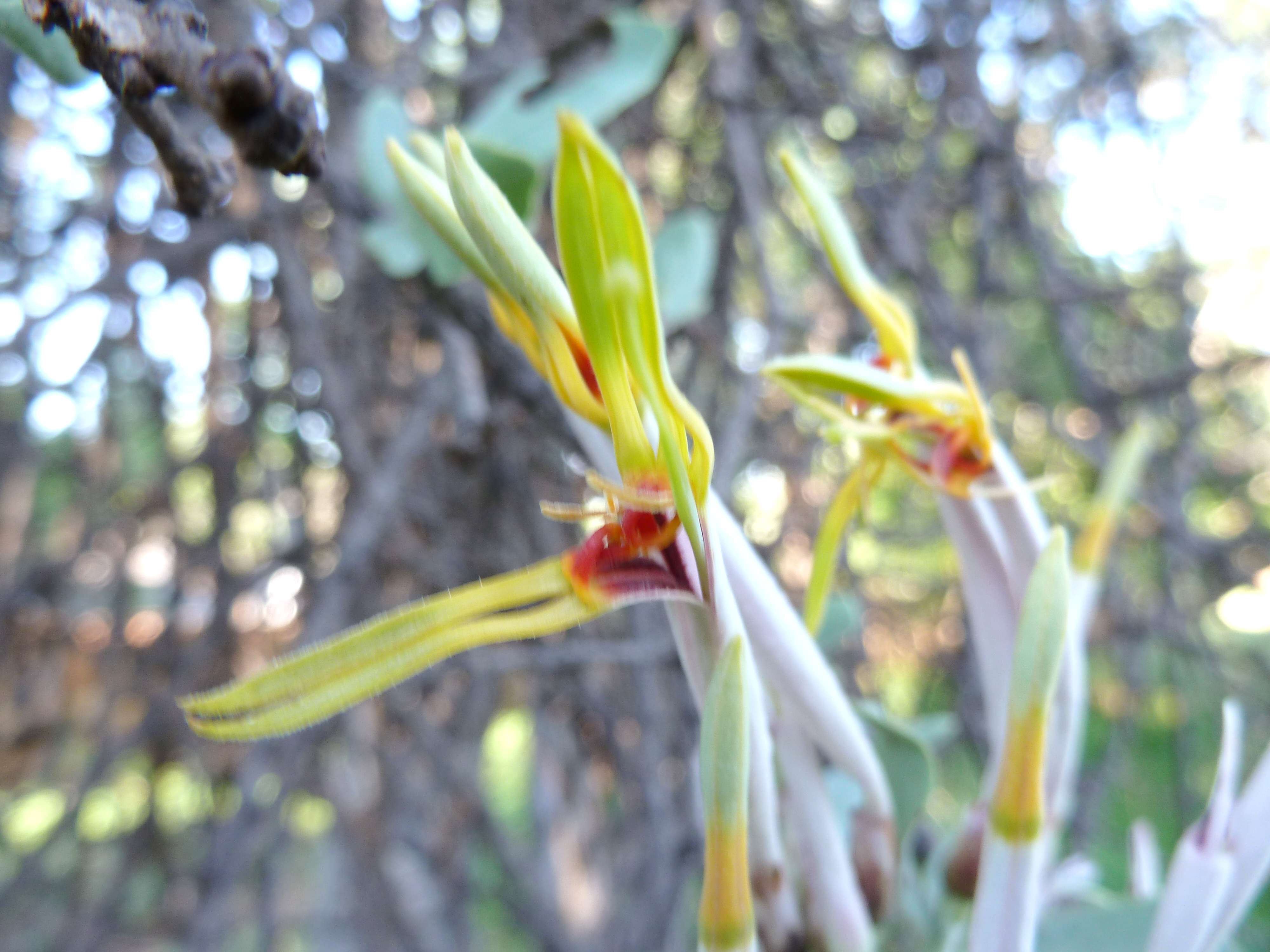